# Торнимпарте
Торнимпа̀рте (на италиански: Tornimparte) е община в Южна Италия, провинция Акуила, регион Абруцо. Разположена е на 830 m надморска височина. Населението на общината е 3042 души (към 2010 г.).
Административен център на общината е селище Вилагранде (Villagrande).